# بایول (نورد)
بایول (به فرانسوی: Bailleul) یک کمون (فرانسه) در فرانسه است که در canton of Bailleul-Nord-Est واقع شده‌است. بایول ۴۳٫۴۲ کیلومتر مربع مساحت دارد ۴۴ متر بالاتر از سطح دریا واقع شده‌است.

## خواهرخوانده
شهرهای ورنه و ایزژم خواهرخوانده‌های بایول (نورد) هستند.